# O północy w Paryżu

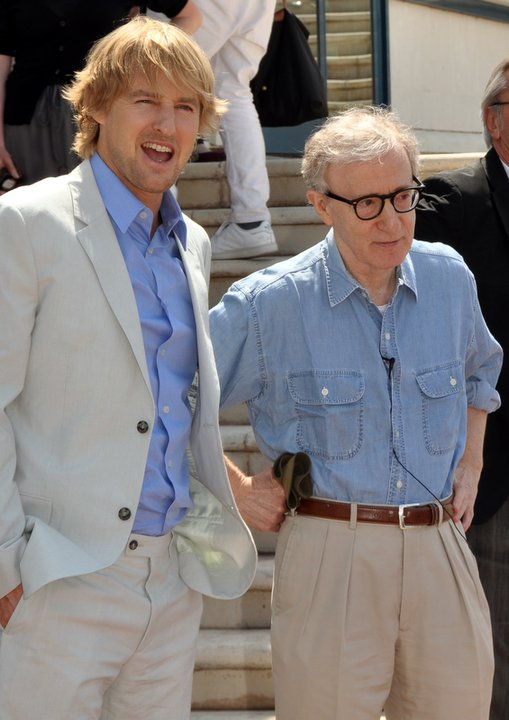
Owen Wilson i Woody Allen, 64. MFF w Cannes, 11.05.2011

O północy w Paryżu (ang. Midnight in Paris, 2011) – amerykańsko-hiszpańska komedia romantyczna z elementami kina fantasy i science fiction, w reżyserii i według scenariusza Woody’ego Allena. W filmie obok Owena Wilsona, Rachel McAdams, Marion Cotillard i Kathy Bates, wystąpiła żona Prezydenta Francji, Carla Bruni.
Światowa premiera filmu miała miejsce 11 maja 2011 roku, podczas 64. Międzynarodowego Festiwalu Filmowego w Cannes, gdzie film był wyświetlany poza Konkursem Głównym. Film został wyświetlony na otwarcie tegoż festiwalu.

## Opis fabuły
Gil (Owen Wilson), zdolny, lecz roztargniony scenarzysta z Hollywood, oraz jego narzeczona Inez (Rachel McAdams) podróżują po Paryżu wraz z bogatymi rodzicami Inez. W trakcie wycieczki wychodzą na jaw, skrywane dotąd, wzajemne niechęci narzeczonych. Sprawa komplikuje się jeszcze bardziej, gdy przypadkiem do Gila i Inez dołącza pseudointelektualista Paul (Michael Sheen).

## Obsada
- Owen Wilson jako Gil Pender
- Rachel McAdams jako Inez
- Kurt Fuller jako John, ojciec Inez
- Mimi Kennedy jako Helen, matka Inez
- Michael Sheen jako Paul Bates
- Nina Arianda jako Carol Bates
- Carla Bruni jako przewodniczka po muzeum
- Yves Heck jako Cole Porter
- Alison Pill jako Zelda Fitzgerald
- Corey Stoll jako Ernest Hemingway
- Tom Hiddleston jako F. Scott Fitzgerald
- Sonia Rolland jako Josephine Baker
- Kathy Bates jako Gertrude Stein
- Marcial Di Fonzo Bo jako Pablo Picasso
- Marion Cotillard jako Adriana
- Léa Seydoux jako Gabrielle
- Emmanuelle Uzan jako Djuna Barnes
- Adrien Brody jako Salvador Dalí
- Tom Cordier jako Man Ray
- Adrien de Van jako Luis Buñuel
- Gad Elmaleh jako Detektyw Tisserant
- inni

## Nagroda
84. ceremonia wręczenia Oscarów
- nagroda: najlepszy scenariusz oryginalny – Woody Allen

## Nominacje
69. ceremonia wręczenia Złotych Globów
- najlepszy film komediowy lub musical
- najlepszy aktor w filmie komediowym lub musicalu – Owen Wilson
- najlepszy reżyser – Woody Allen
- najlepszy scenariusz – Woody Allen

26. ceremonia wręczenia Independent Spirit Awards
- najlepsza drugoplanowa rola męska – Corey Stoll
- najlepsze zdjęcia – Darius Khondji

18. ceremonia wręczenia nagród Gildii Aktorów Ekranowych
- wybitny występ zespołu aktorskiego w filmie kinowym

16. ceremonia wręczenia Satelitów
- najlepszy film
- najlepsza reżyseria – Woody Allen
- najlepsza aktorka w roli drugoplanowej – Rachel McAdams

84. ceremonia wręczenia Oscarów
- najlepszy film – Letty Aronson i Stephen Tenenbaum
- najlepsza reżyseria – Woody Allen
- najlepsza scenografia i dekoracja wnętrz – Anne Seibel (scenografia) i Hélène Dubreuil (dekoracja wnętrz)

 65. ceremonia wręczenia nagród BAFTA
- najlepszy scenariusz oryginalny – Woody Allen